# 语言学
语言学（英語：linguistics）是研究语言的科学，隶属于人文学科，涉及了對語言的形式、含義、用词、历史、来源和語境等内容的研究，同时也会寻找其中的规律。

## 综述
傳統上語言學家通過觀察聲音與意義之間的交互作用來分析人類語言，並會探討影響語言的社會、文化、歷史和政治因素，通過分析這些因素的影響可以界定語言的意義和語境。
在语言结构（语法）研究与意义（语义与语用）研究之间存在一个重要的主题划分。语法中包含了词法（单词的形成与组成），句法（决定单词如何组成短语或句子的规则）以及语音（声音系统与抽象声音单元的研究）。
与外语学习不同，语言学研究语言本身而不直接教导人们如何运用语言。这不代表语言学不研究外语学习方法（例子：二语习得，英语：Second-Language Acquisition / SLA）。
在过去，语言学是文化人类学的分支学科，但是现在语言学已發展為独立学科。语言学研究句法和词语等语言的描述，也研究语言的发展史。
语言学的狭隘定义为研究语言的科学方法，但是可以从各种方面对语言进行探究，并与其他几种智能学科有关联，这些学科也影响了对语言学的研究：
例如，符号学是一个相关的领域，它涉及对一般标记与符号在语言中和语言外两者的研究。文艺理论家们研究语言在文学艺术中的角色。
另外，语言学还从不同的领域中借鉴，举例而言有心理学、言语-语言病理学、信息学、计算机科学、生物学、人体解剖学、神经学、社会学、人类学以及声学。详见下方章节。

## 历史
语言学历史悠久。人类最早的语言研究是从解释古代文献开始的。他们起初是为了研究哲学、历史和文学而开始研究语言的。
中国在汉朝时产生了训诂学。已知最早的語言描寫是波你尼在西元前五百年對梵语的分析。在印度和希腊，公元前4世纪到3世纪，就建立了语法学。现代语言学（modern linguistics）建立于18世纪初期。

## 研究

### 研究内容
現代语言学的主要研究对象就是语言和文字，例如：
- 結構
  - 语音
  - 词法
  - 句法
  - 語意
- 應用
  - 翻譯
- 小學（学科）
  - 文字學
  - 聲韻學

### 研究方法
对语言的研究可以分为共时和历时两种：

#### 共时
是指对某一历史时期的语言进行研究，例如对中古汉语和古英语的研究。

#### 历时
是指对语言从一个时代到另一个时代的历史进行研究，例如对汉语从上古 → 中古 → 近代 → 现代的研究。

## 用途
語言是人類独有的溝通方式，在生物或心理層面上反映人類高度演化的心智能力，在社會文化層面上反映人類文明進步。語言學就是要研究人類最核心本能的語言能力，透過对口语、書面语甚至手語、唇語进行分析和研究，進而了解人類语言的本質。
除了認識人類語言本質外，語言學研究還具有多種應用價值。在語言教育方面，藉由對於語言本身的暸解，编成各种词典、文法書、教科书供人学习語言，也有助於改善应对語言學習過程中遭遇到的困難與錯誤的能力。在不同語言翻譯方面，語言學理論對於筆譯和口譯有更多具體的指導，也有助於利用科技來進行機器翻譯。

## 附属及分支学科
传统的语言学称为语文学，以研究古代文献和书面语为主。在中国，传统上一直将音韵学、训诂学、文字学作为经学的一部分。现代语言学则以当代语言和口语为主。广义的语言学包括语文学。
语言学其他的附属学科包括以下：
- 语言学历史——语言变化的研究；
- 社会语言学——探究语言学变化与社会结构之间的关联；
- 心理语言学——探究语言在思想中的表述与运作；
- 神经语言学——探究语言在大脑中的表述；
- 理论语言学——考察人类语言的共同规律和普遍特征；
- 话语分析——这涉及到文本与会话结构和语用，语用是指意义是怎样在综合语言能力，非语言知识与讲话上下文被传达的。

语言学的分支学科則包括：
- 共时语言学
- 历时语言学，亦称越时语言学，是一门研究语言变化的学科。
- 普通语言学与微观语言学
  - 语音学
  - 音系学
  - 词法学
  - 句法学
  - 语法学
  - 语义学
  - 语用学
  - 词汇学
  - 方言学
  - 修辞学
  - 文字学
  - 语源学
  - 词典学
  - 文体学
- 比较语言学
  - 类型语言学
  - 对照语言学
- 语言地理学
- 社会语言学
  - 方言学
    - 方言地理学
- 心理语言学
  - 認知語言學
- 应用语言学
  - 语言教育
  - 话语语言学
  - 实验语言学
  - 数理语言学
    - 统计语言学

  - 计算语言学
  - 语料库语言学
  - 翻译学
  - 神经语言学
- 人类语言学
- 民族语言学
- 音韵学
- 词义学
- 训诂学
- 生成語言學
- 理论语言学
- 語際語言學

### 部分分支

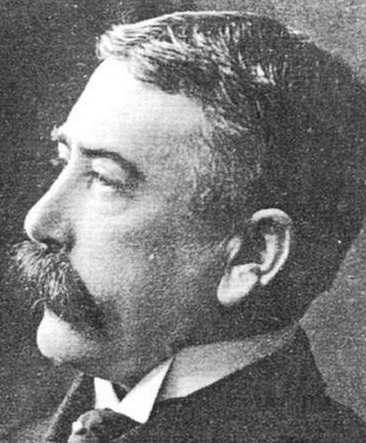
弗迪南·德·索緒爾提出一般语言学将语言研究为意义和形式的平衡系统

#### 人文语言学
人文语言学的基本原则是语言是人创造的发明。语言研究的符号学传统认为语言是一种符号系统，它产生于意义和形式的相互作用。语言结构的组织被认为是计算性的。语言学本质上被认为与社会和文化科学有关，因为不同的语言是由社会互动中的社区塑造的。代表语言人文观的语言学流派包括结构语言学等。
结构分析意味着解剖每一层：语音、形态、句法和话语，到最小的单位。这些被收集到清单中（例如音素、语素、词汇类、短语类型），以研究它们在结构和层的层次结构中的相互联系。功能分析为结构分析增加了语义角色和每个单元的其他功能角色的分配。例如，名词短语可以作为句子的语法主语或宾语，或者作为语义代理或患者。
功能语言学或功能语法是结构语言学的一个分支。在人文背景下，结构主义和功能主义这两个术语与它们在其他人文科学中的含义有关。形式结构主义和功能结构主义之间的区别在于它们对为什么语言具有它们所具有的属性这一问题的回答。功能解释意味着语言是交流的工具，或者交流是语言的主要功能。因此，语言形式是根据它们的功能价值或用途来解释的。其他结构主义方法认为形式遵循双边和多层语言系统的内部机制。

#### 生物语言学
认知语言学和生成语法等方法研究语言认知，以期揭示语言的生物学基础。在生成语法中，这些基础被认为来自先天的语法知识。因此，该方法的核心关注点之一是发现语言知识的哪些方面是遗传的。
相反，认知语言学拒绝先天语法的概念，并研究人类思维如何从事件图式中创建语言结构以及认知约束和偏见对人类语言的影响。与神经语言编程类似，语言是通过感官来接触的。认知语言学家通过寻找与感觉运动图式相关的表达来研究知识的体现。
一种密切相关的方法是进化语言学,其中包括将语言单位作为文化复制器的研究。可以研究语言如何复制和适应个人或语言社区的思想。构造语法是将模因概念应用于句法研究的框架。
生成方法和进化方法有时被称为形式主义和功能主义。但是，术语的这种用法与人文学科不同。

## 跨領域學科
在語言學廣大的範疇以內，有許多新興的分枝學科，著重在更特定的語言分析及描述，常依學派、理論方法或其他外部關聯進一步分類。语言学与演化生物学、社会学、心理学、数学、逻辑学、信息论、神经生理学、计算机科学、通讯工程等学科互相渗透，形成了许多边缘学科：如社会语言学、心理语言学、应用语言学、数理语言学、神经语言学、语言病理学、实验语音学、宇宙语言学等。

### 符號學
符號學是研究符號傳意的人文科學，研究的符號可能是個別的，或是已組成一個符號系統，也會研究符號的意義如何產生．又如何了解。符號學家研究的符號不止是語文溝通用的符號，也延伸到文化中各種的符號。

### 翻譯
翻譯此一領域包括翻譯書面的或口說的內容，可能是數位的，也可以是印刷好的。簡單來說，翻譯就是將內容由一種語言轉換為另一種語言。有些譯者受僱於公司或組織機構，例如旅行社或是國家的使館，這些部份常需要處理兩個語言不通的人之間的溝通。翻譯也可以利用计算语言学來進行，例如Google翻译就是自動化的程式工具，可以在兩種或多種語言之間進行字詞甚至句子的轉換。出版社也會需要翻譯，將書籍由一種語言翻譯為另一種語言，使更多的人可以成為讀者。學術翻譯會專注在一些特定領域的翻譯，例如技術、科學、法律、經濟學等。

### 生物語言學
生物语言学是研究動物的溝通系統，可能是天然的，也可能是由人教導的。生物語言學的研究者長久以來都想知道動物語言的可能性。

### 臨床語言學
臨床語言學是語言學理論在言語治療上的應用。言語治療師針對溝通障礙及吞嚥障礙的人進行治療並得適當的溝通。

### 計算語言學
計算語言學是以一種計算機可處理的方式處理語言學的議題，也就是在演算法的規格及計算複雜度有小心的考量，因此產生的語言學理論有一些理想的可計算特質以及其實現。計算語言學也研究電腦語言（包括机器语言，C语言，Java，以及广泛应用的C++，其中后三者为现代常用计算机语言；机器语言为0和1的二进制语言，直接为机器所理解与执行）及軟體開發。

### 演化語言學
演化語言學是針對人類演化所產生語言的相關跨領域研究，也將演化理論用在不同語言的文化演化。演化語言學也研究世界各地不同的語言。

## 语言学学派

### 十九世紀的語言學
- 拉斯克的「歷史音韻學」

#### 歷史語言學
- 格林律
- 維那律
- 洪堡特
- 施萊歇

### 結構主義(一)結構符號論
- 索緒爾
- 瑞士結構主義
- 符號學

### 結構主義(二)結構功能論
- 結構功能論
- 捷克布拉格學派與雅各森的「辨異屬性」
- 丹麥哥本哈根學派與葉姆斯列夫的「語符學」、葉斯伯森「文法三階論」

### 結構主義(三)描寫結構論
- 白阿斯
- 薩丕爾「一種語言一種世界觀」
- 布隆菲爾德描寫式的共時語言學而非歷時的研究

### 結構主義(四)形式結構論
- 杭士基的衍生變形文法
- 哈勒（英语：Morris Halle）的《英語音型》(SPE)、《俄語音型》(SPR)

### 從結構主義到功能主義：「系統功能論」
- 傳承結構功能論
- 英國倫敦學派
- 弗斯的韻律分析
- 韓禮德的機能文法
- 自然主义
- 唯美主义
- 结构主义
  - 描写语言学
- 格語法學派
- 关系语法学派（Relation Grammar）
- 形式主義
  - 生成语法
  - 生成语义学派（Generative Semantics）
  - 詞彙功能語法學派
  - 核心詞組語法學派（Head-Driven Phrase Structure Grammar）
- 認知-功能主義學派（Cognitive-Functionalism）
  - 功能語法學派（Functional Grammar）
  - 系統功能語法學派（Systemic functional linguistics）
  - 角色指涉語法學派（Role and Reference Grammar）
  - 認知語法學派（Cognitive Grammar）

## 腳註
1. ↑  Crystal, David. . Penguin Books. 1990. ISBN 9780140135312.
2. ↑  Halliday, Michael A.K.; Jonathan Webster. . Continuum International Publishing Group. 2006: vii. ISBN 0-8264-8824-2.
3. ↑  Martinet, Andre. . 1966  [2020-03-24]. （原始内容存档于2022-03-09） （英语）.
4. ↑  Jakobson, Roman, 1896-1982.  1st pbk. ed. Cambridge, Mass.: MIT Press. 1981. ISBN 0-262-60010-2. OCLC 10290031.
5. ↑  . John Benjamins Publishing Catalog.   [2020-03-24]. （原始内容存档于2020-03-31） （英语）.
6. ↑  S.C. Vasu (Tr.). . Vedic Books. 1996  [2014-03-30]. ISBN 9788120804098. （原始内容存档于2014-03-27）.
7. ↑  Nöth, Winfried.  (PDF). Indiana University Press. 1990  [2021-08-04]. ISBN 978-0-253-20959-7. （原始内容存档 (PDF)于2021-03-08）.
8. ↑  Hjelmslev, Louis. . University of Wisconsin Press. 1969 [First published 1943]. ISBN 0-299-02470-9.
9. ↑  de Saussure, Ferdinand.  (PDF). New York: Philosophy Library. 1959 [First published 1916]  [2021-08-04]. ISBN 978-0-231-15727-8. （原始内容存档 (PDF)于2020-04-14）.
10. ↑  Austin, Patrik. . SN Social Sciences. 2021-03, 1 (3): 78. ISSN 2662-9283. doi:10.1007/s43545-021-00085-x （英语）.
11. ↑  Schäfer, Roland. . Berlin: Language Science Press. 2016  [2021-08-04]. ISBN 978-1-537504-95-7. （原始内容存档于2017-07-28）.
12. ↑  Halliday & Matthiessen.  (PDF). London: Hodder. 2004  [2021-08-04]. ISBN 0-340-76167-9. （原始内容存档 (PDF)于2021-03-03）.
13. ↑  Daneš, František. . Dirven & Fried  (编). . John Benjamins. 1987: 3–38. ISBN 978-90-272-1524-6.
14. ↑  Everaert, Martin B. H.; Huybregts, Marinus A. C.; Chomsky, Noam; Berwick, Robert C.; Bolhuis, Johan J. . Trends in Cognitive Sciences. 2015-12, 19 (12): 729–743  [2021-11-19]. ISSN 1879-307X. PMID 26564247. doi:10.1016/j.tics.2015.09.008. （原始内容存档于2022-07-06）.
15. ↑  Chomsky, Noam. . MIT Press. 2015. ISBN 978-0-262-52734-7.
16. ↑  Arbib, Michael A. . MacWhinney & O'Grady  (编). . Wiley. 2015: 81–109. ISBN 978-1-118-34613-6.
17. ↑  Tobin, Vera.  (PDF). Borkent  (编). . Chicago University Press. 2014: 347–363. ISBN 978-90-272-8643-7.[]
18. ↑  Guarddon Anelo, María del Carmen. . The International Journal of Interdisciplinary Social Sciences: Annual Review. 2010, 5 (7): 151–162  [2021-11-19]. ISSN 1833-1882. doi:10.18848/1833-1882/CGP/v05i07/51812. （原始内容存档于2022-03-09）.
19. ↑  Ibarretxe-Antuñano, Iraide. . Miscelánea. 2002, 25 (1): 93–119  [2020-07-15]. （原始内容存档于2021-04-27）.
20. ↑  Gibbs, Raymond W.; Colston, Herbert L. . Cognitive Linguistics. 1995-01, 6 (4): 347–378  [2021-11-19]. ISSN 0936-5907. doi:10.1515/cogl.1995.6.4.347. （原始内容存档于2022-06-15） （英语）.
21. ↑  Luodonpää-Manni, Penttilä & Viimaranta. . Luodonpää-Manni & Viimaranta  (编). . Cambridge University Press. 2017  [2020-06-30]. ISBN 978-1-4438-7325-3. （原始内容存档于2021-04-30）.
22. ↑  Pleyer & Winters. . Theoria et Historia Scientiarum. 2014, 11: 19–44  [2021-08-03]. doi:10.12775/ths-2014-002. （原始内容存档于2021-03-09）.
23. ↑  Evans & Green. . Routledge. 2006. ISBN 0-7486-1831-7.
24. ↑  Pleyer, Michael; Winters, James. . Theoria et Historia Scientiarum. 2015-01-30, 11: 19  [2021-11-19]. ISSN 0867-4159. doi:10.12775/ths-2014-002. （原始内容存档于2016-08-15）.
25. 1 2  Croft, William. . Annual Review of Anthropology. 2008-10-01, 37 (1): 219–234  [2021-11-19]. ISSN 0084-6570. doi:10.1146/annurev.anthro.37.081407.085156. （原始内容存档于2022-06-10） （英语）.
26. ↑  Cornish, Tamariz & Kirby.  (PDF). Language Learning. 2009, 59: 187–205  [2021-08-03]. doi:10.1111/j.1467-9922.2009.00540.x. （原始内容存档 (PDF)于2020-11-12）.
27. ↑  Sinnemäki & Di Garbo. . Frontiers in Psychology. 2018, 9: 187–205. PMC 6102949 . PMID 30154738. doi:10.3389/fpsyg.2018.01141.
28. ↑  Dahl, Östen. . RASK – Internationalt Tidsskrift for Sprog og Kommunikation. 2001, 14: 91–134.
29. ↑  Kirby, Simon. . Binder, P.-M.  (编). . Berlin, Heidelberg: Springer Berlin Heidelberg. 2013: 121–138. ISBN 978-3-642-36085-5. doi:10.1007/978-3-642-36086-2_6.
30. ↑  Zehentner, Eva. . De Gruyter Mouton. 2019. ISBN 978-3-11-063385-6.
31. ↑  MacWhinney, Brian. . MacWhinney & O'Grady  (编). . Wiley. 2015: 1–31. ISBN 978-1-118-34613-6.
32. ↑  Nettle, Daniel. . Darnell, Michael  (编).  41. Amsterdam: John Benjamins Publishing Company. 1999: 445  [2021-11-19]. ISBN 978-90-272-3044-7. doi:10.1075/slcs.41.21net. （原始内容存档于2022-03-09） （英语）.
33. ↑  Croft, William. . . Elsevier. 2015: 470–475  [2021-11-19]. ISBN 978-0-08-097087-5. doi:10.1016/b978-0-08-097086-8.53009-8. （原始内容存档于2022-06-18） （英语）.